# Руднє-Калинівська сільська рада
Руднє-Калинівська сільська рада (Рудне-Калинівська сільська рада) — колишня адміністративно-територіальна одиниця та орган місцевого самоврядування у Базарському районі Житомирської області Української РСР з адміністративним центром у селі Рудня-Калинівка.

## Населені пункти
Сільській раді на час ліквідації були підпорядковані населені пункти:
- с. Рудня-Калинівка.

## Населення
Станом на 1 жовтня 1941 року у сільській раді налічувалося 77 дворів та 257 мешканців, в тому числі: чоловіків — 94, жінок — 163.

## Історія та адміністративний устрій
Створена 1941 року в с. Рудня-Калинівка Калинівської сільської ради Базарського району Житомирської області.
Станом на 1 вересня 1946 року сільська рада входила до складу Базарського району Житомирської області, на обліку в раді перебувало с. Рудня-Калинівка.
Ліквідована 11 серпня 1954 року, відповідно до указу Президії Верховної Ради Української РСР «Про укрупнення сільських рад по Житомирській області», територію ради та с. Рудня-Калинівка приєднано до складу Ксаверівської сільської ради Базарського району Житомирської області.